# Мезенцана
Мезенцана (итал. Mesenzana) — коммуна в Италии, располагается в провинции Варесе области Ломбардия.
Население составляет 1231 человек (2008 г.), плотность населения составляет 308 чел./км². Занимает площадь 4 км². Почтовый индекс — 21030. Телефонный код — 0332.
В коммуне 2 февраля особо празднуется Сретение Господне.

## Демография
Динамика населения:

## Администрация коммуны
- Официальный сайт: http://www.mesenzana.com